# Thelonious Monk (Album)
Thelonious Monk (auch Thelonious Monk with Sonny Rollins and Frank Foster bzw. MONK) ist ein Album von Thelonious Monk. Es enthält Musik von zwei Quintett-Aufnahmesessions des Pianisten am 13. November 1953 und 31. Mai 1954, die zunächst als 10-Zoll-LPs Blows for LP (PrLP 166) bzw. Thelonious Monk Quintet (PRLP 180) erschienen waren. Zusammen veröffentlichte Prestige die Aufnahmen 1956 als Langspielplatte unter dem Titel Thelonious Monk (LP 7053), mit verändertem Cover- und Schriftdesign von Andy Warhol und seiner Mutter Julia Warhola (1891–1971) als MONK (PRLP 7053) und ab 1964 auch als The Golden Monk (PR 7363). Das Album erschien ab 1996 auch als Compact Disc.

## Hintergrund
Die erste Session fand am 13. November 1953 in New York City statt; mit Thelonious Monk spielten Julius Watkins (French Horn), Sonny Rollins, Percy Heath (Bass) und Willie Jones (Schlagzeug); entstanden die Titel „Let’s Call This“, zwei Takes von „Think of One“ und „Friday the 13th“. Die ersten beiden Titel veröffentlichte Prestige als EP unter dem Titel Thelonious Monk Quintet (PREP1352), alle drei Titel (ohne den Alternate Take von „Think of One“) auf der 10-Zoll-LP Thelonious Monk Quintet Featuring Sonny Rollins – Blows for LP (PrLP 166). Der Monk-Biograf Thomas Fitterling erwähnt, dass die Session unter unvorhergesehenen Schwierigkeiten stattfand. Julius Watkins sprang kurzfristig für den erkrankten Ray Copeland ein, und da zudem Monk und Sonny Rollins, die die Noten bei sich hatten, aufgrund eines Unfalls auf der Fahrt ins Studio zwei Stunden lang aufgehalten wurden, blieb Watkins kaum Zeit, sich auf die Aufnahmen vorzubereiten.
Monk nahm dann in Hackensack am 31. Mai 1954 mit einem Quintett, bestehend aus Ray Copeland (Trompete), Frank Foster (Tenorsaxophon), Curly Russell (Bass) und Art Blakey (Schlagzeug) noch die Titel „We See“, „Smoke Gets in Your Eyes“, „Locomotive“ und „Hackensack“ auf. Anschließend arbeitete er in Paris, bevor er im Herbst 1954 erneut für Prestige ins Studio ging; diese Aufnahmen sind auf dem Album Thelonious Monk/Sonny Rollins (PrLP 190) dokumentiert, das auch den Titel „Friday the 13th“ enthält, der bei Monks Session mit Julius Watkins am 13. November 1953 entstanden war.

## Titelliste

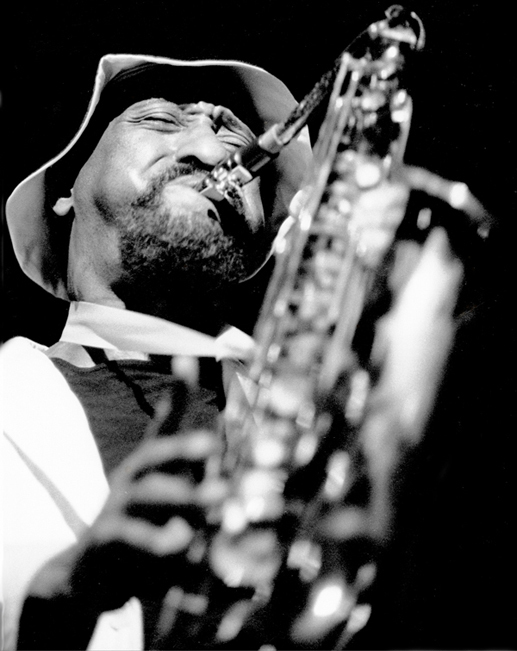
Sonny Rollins 1982

- Thelonious Monk with Sonny Rollins and Frank Foster – Monk (Prestige – SMJ-6626(M), Prestige – SMJ-6626, Prestige – PG-6134)

A1 We See (Monk) 5:13

A2 Smoke Gets in Your Eyes (Jerome Kern) 4:29

A3 Locomotive (Monk) 6:20

A4 Hackensack (Monk) 5:09
B1 Let`s Call This (Monk) 5:04

B2 Think of One - Take 2 (Monk) 5:43

B3 Think of One - Take 1 (Monk) 5:37

## Rezeption
Scott Yanow verlieh dem Album in Allmusic vier (von 5) Sterne und meinte, die Prestige-Aufnahmen von Thelonious Monk seien im Laufe der Jahre etwas vernachlässigt worden, wo sie doch – mit Ausnahme einer Session für Disques Vogue (Piano Solo) – die einzige Dokumentation sind, die über die Arbeit dieses einzigartigen Pianisten-Komponisten als Leader während der zweiten Hälfte von 1952 bis 1954 vorliegen. Jede Aufnahme von Thelonious Monk ist es wert gehört zu werden, resümiert der Autor, obwohl diese nicht unbedingt erforderlich sind.
Ebenfalls in Allmusic schrieb Lindsay Planer, die Aufnahmesitzung, die im November 1953 mit Julius Watkins stattfand, zeige eine beeindruckende Interaktion zwischen Rollins und Watkins, während „Think of One“ das Quintett mit seinen skurrilen Rhythmen, die einige bemerkenswerte Akzente von Monk enthalten, hart antreibt. Hervorhebenswert sei auch das telepathische Timing zwischen Monk und Rollins.
Chris Ingalls schrieb in Pop Matters zur LP Thelonious Monk Quintet Blows for LP: „Die Songs enthalten immer noch die gebrochene Schönheit typischer Monk-Kompositionen, aber die Bläser fügen eine Dimension hinzu, die es der Combo ermöglicht, einen vielschichtigeren Klang zu präsentieren. Monk, Watkins und insbesondere Rollins breiteten sich alle mit ausgedehnten Soli aus, besonders am 10 ½-minütigen ‚Friday the Thirteenth‘. Man hört auch eine frühe, swingende Version des zukünftigen Standards ‚Think of One‘.“
Zur dritten LP im 10-Zoll-Format von Prestige, Thelonious Monk Quintet, notierte Chris Ingalls: „Hier sind die Arrangements noch voller, da das Trompeten- / Saxophonsolo zwischen Copeland und Foster - am besten auf dem Monk-Original ‚We See‘ vertreten - ein spielerisches Hin und Her schafft. Aber Monk selbst schafft eine üppige musikalische Atmosphäre, wenn er das Quintett durch eine eigenwillige und dennoch hinreißende Version des Standards ‚Smoke Gets in Your Eyes‘ führt, bei dem seine regen, ausgelassen agierenden Finger über die Tastatur tanzen. Die radikalen Klänge, die Monk in dieser Zeit kreierte, können nicht überbewertet werden - bis zu diesem Punkt gelang es Standards nie, einen Klang zu vermitteln, der so bahnbrechend und doch so emotional beredt war.“